# Brûlure chimique
 (juillet 2022).
Si vous disposez d'ouvrages ou d'articles de référence ou si vous connaissez des sites web de qualité traitant du thème abordé ici, merci de compléter l'article en donnant les références utiles à sa vérifiabilité et en les liant à la section « Notes et références ».
 Mise en garde médicale
La brûlure chimique est une destruction partielle ou totale pouvant concerner la peau, des muqueuses (éventuellement internes), les parties molles des tissus, par un produit chimique caustique (généralement un acide fort ou une base forte) ou cytotoxique (généralement un vésicant). Elle se produit par contact direct avec la peau ou les muqueuses, par inhalation ou ingestion.

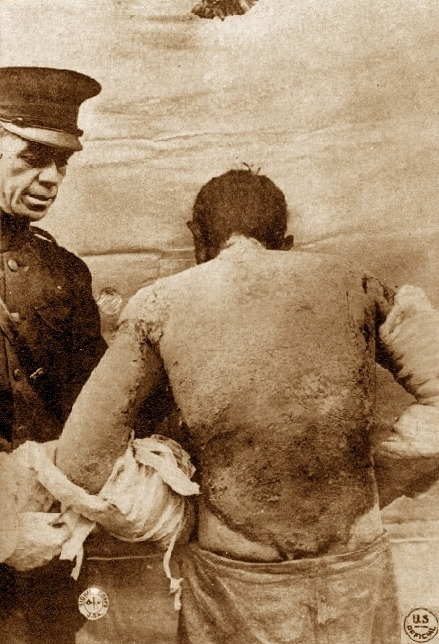
Soldat de la Première Guerre mondiale gravement brûlé par du gaz moutarde. Les conventions sociales faisaient que ces blessures n’étaient que très rarement photographiées (ici pour un livre publié vers 1918).

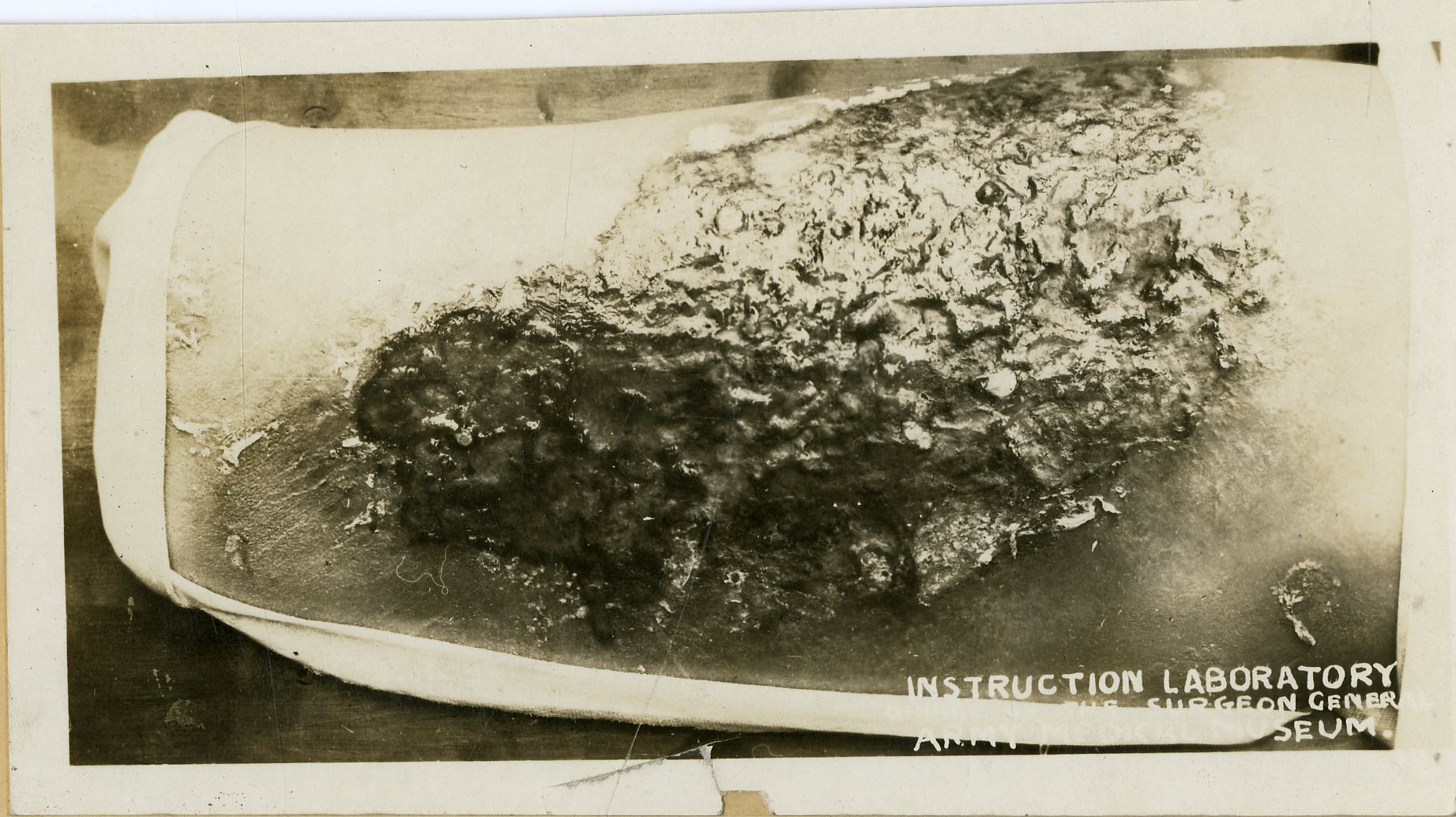
Modèle de cire à vocation pédagogique, présentant un des types de brûlure par gaz moutarde, utilisé pour l'instruction militaire américaine durant la Première Guerre mondiale

Ce type de brûlure est grave car son action continue tant que la causticité du produit n'est pas épuisée, et tant que la cause de la brûlure n'a pas été chimiquement neutralisée à la juste mesure.
C'est le type de brûlure que cherchaient à produire de nombreuses armes chimiques (bombes à l'ypérite, au phosphore, phosgène, etc.) développées lors de la Première Guerre mondiale.
De telles brûlures peuvent être des séquelles de guerre apparaissant longtemps après les conflits, quand les munitions immergées ou enterrées commencent à perdre leur contenu, en mer Baltique par exemple où des dizaines de milliers de tonnes d'armes chimiques ont été immergées après la Première Guerre mondiale.
La gravité de la brûlure dépend de sa localisation, de sa profondeur (le degré de brûlure), de l’étendue de la surface endommagée (en pourcentage de la surface totale) et de l'agent causal en question.

## Épidémiologie
Les brûlures chimiques sont relativement fréquentes dans certains milieux professionnels (fabrication des produits chimiques, de pesticides, mines, médecine et laborantins, et domaines professionnels connexes). Mais elles sont plus nombreuses[réf. nécessaire] encore à la maison (par contact avec un acide, de la soude caustique (NaOH) ou du ciment le plus souvent).

## Processus biologique
Une brûlure chimique est causée par la réaction d'un produit caustique sur les cellules. Celles-ci sont « rongées » par le produit, rapidement dans le cas d'un acide, plus lentement parfois, par exemple avec le ciment (et plus rapidement avec le ciment prompt qui peut être cause de graves brûlures chimiques).
Une brûlure chimique peut parallèlement causer une intoxication et comme toutes les brûlures être source d'un état de choc (si elle est profonde ou étendue), et ensuite d'une surinfection bactérienne ou fongique.
Certaines brûlures chimiques pourraient augmenter le risque de cancer. On a ainsi constaté dans les décennies qui ont suivi la Première Guerre mondiale que les brûlés à l'ypérite présentaient plus de risque de développer un cancer.

## Sources
Les agents causant des brûlures chimiques sont de type :
- acides ou bases (le plus souvent il s'agit d'acide sulfurique (H2SO4), d'acide chlorhydrique (HCl), de soude caustique (NaOH), de la chaux (CaO)) ;
- oxydants forts (ozone pur, nitrate d'argent (AgNO3), …) ;
- solvants puissants ;
- agents réducteurs puissants ;
- agents alkylants ;
- nombreux agents chimiques (dits « gaz de combat ») utilisés pour des armes chimiques, dont les plus connus sont les agents vésicants tels que le gaz moutarde et la lewisite, ou urticants comme l'oxime de phosgène.

Les brûlures chimiques peuvent :
- brûler chimiquement et/ou avec de la chaleur dans le cas d'une réaction chimique exothermique ;
- se produire immédiatement au moindre contact avec la peau, les yeux, une muqueuse ou n'importe quelle cellule, directement ou via des substrats, tissus ou objets contaminés, voire par ingestion d'aliments contaminés (l'ypérite est très soluble dans les corps gras) ;
- être extrêmement douloureuses ;
- se produire avec lenteur, sans symptômes initiaux (exemple : substances lipophiles qui diffusent efficacement et lentement dans les tissus humains, telles l'acide fluorhydrique, le gaz moutarde ou le sulfate de diméthyle qui peuvent passer inaperçus durant quelques heures puis produire des inflammations ou de graves brûlures).

## Symptômes
Ils dépendent de l'organe touché, de la dose et du produit chimique en cause. 
Les symptômes comprennent :
- des démangeaisons ;
- une décoloration, un changement de couleur et d'aspect (exemple : assombrissement de la peau), en petites taches ou sur de grandes surfaces ;
- une sensation de chaleur puis de brûlure, très aiguë parfois ;
- des difficultés respiratoires ;
- une toux sanguinolente ;
- des cloques plus ou moins importantes, jusqu'aux phlyctènes de plusieurs dizaines de centimètres carrés ;
- la nécrose des tissus.

## Conduite à tenir
Elle doit être décrite sur les étiquettes de sacs ou bouteilles de produits chimiques à risque, que ces produits soient professionnels ou ménagers. De manière générale, la conduite à tenir est la suivante :
- protéger (éloigner la victime du produit, reboucher le flacon sans se brûler soi-même, …) ;
- enlever tous les vêtements contaminés en se protégeant (avec des gants, ou saisir les vêtements par l'intermédiaire d'un linge ou d'un sac plastique) ;
- laver la peau à grande eau (attention : uniquement si le produit ne réagit pas de façon violente avec l'eau !) afin d'éliminer le produit, et en évitant de contaminer une autre partie du corps ; en particulier en cas de projection dans l'œil, s'assurer que l'eau ne coule pas dans l'autre ;
- prévenir les secours (« 112 » dans l'Union européenne, le « 15 » en France, le 144 en Suisse et « 911 » au Canada), en précisant bien la partie touchée et le nom ou la nature du produit ;
- continuer le rinçage jusqu'à l'arrivée des secours.

### Cas d'une brûlure photochimique

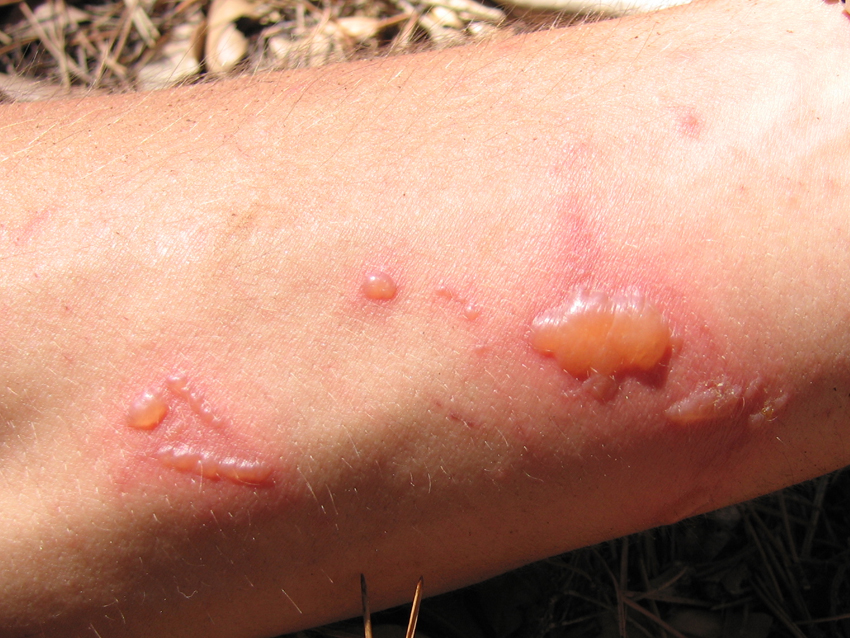
Brûlure due à la sève de rue.

Certains produits chimiques ou sève de certaines plantes (Apiacées, Rutacées, figuier, etc) occasionnent de graves brûlures photochimiques.

## Galerie illustrative

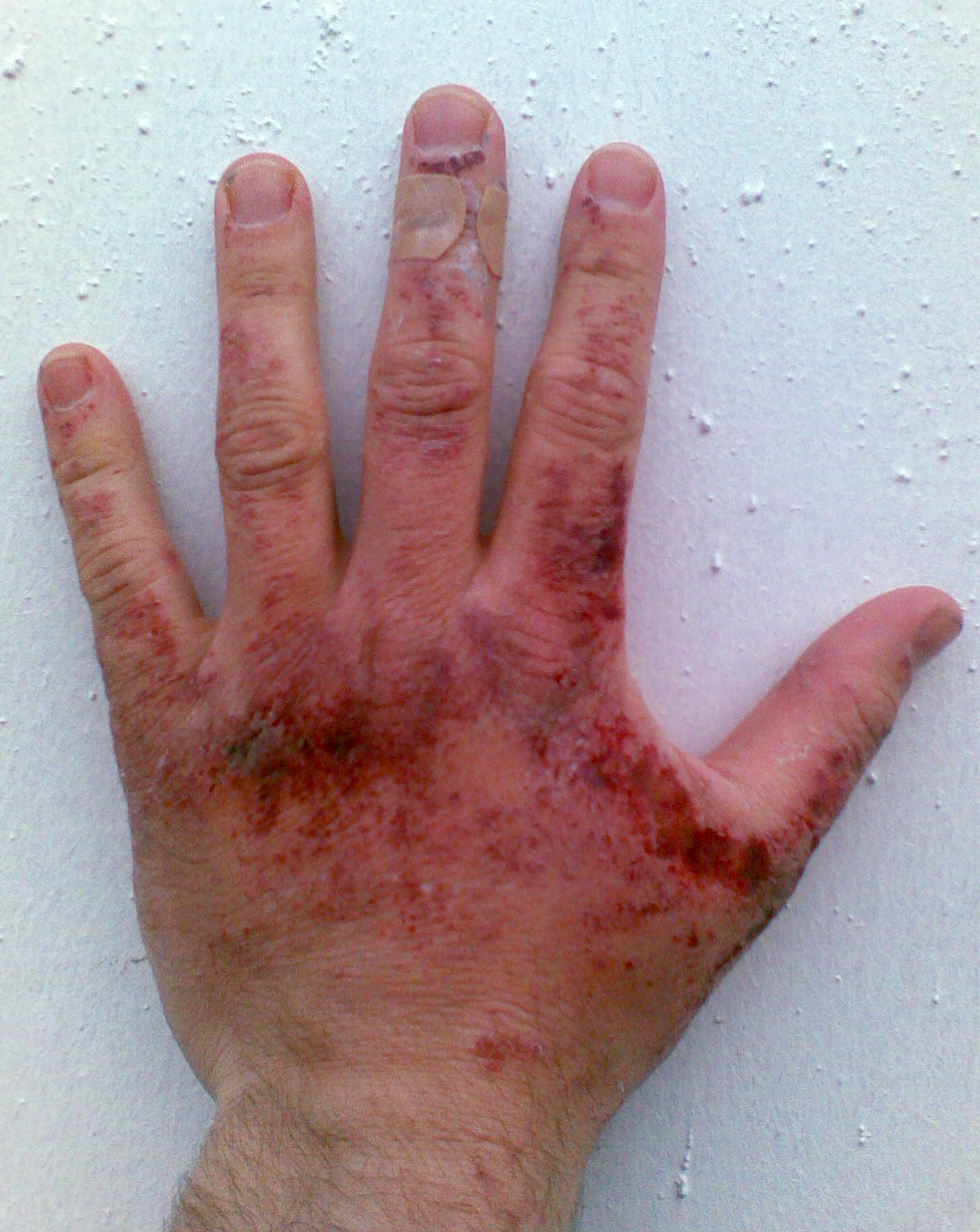
Brûlure chimique causée par exposition à une solution d'hydroxyde de sodium.
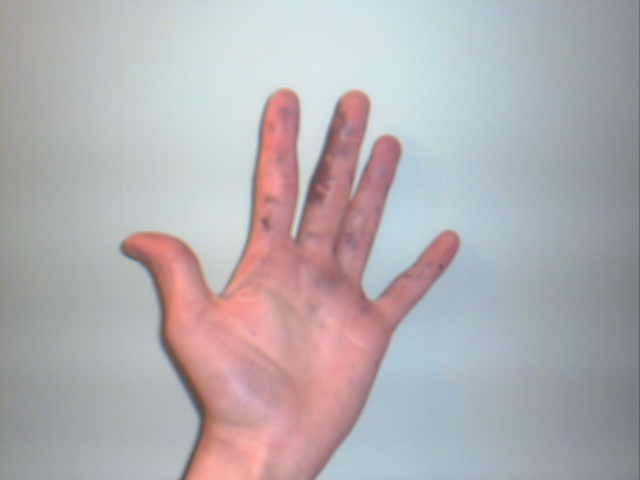
Brûlure au 2e degré résultant d'un contact prolongé avec du AgNO3.
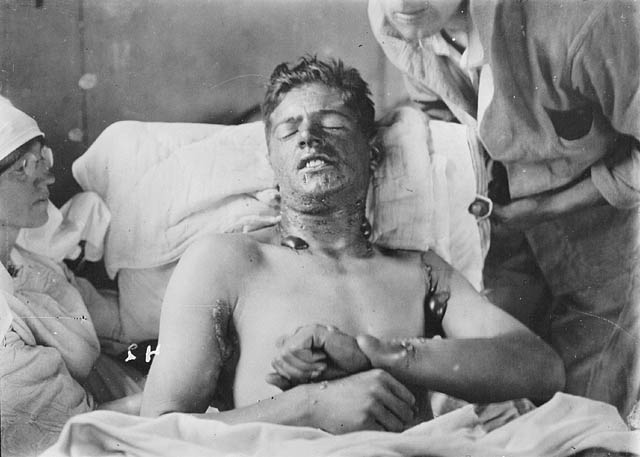
Exemple de brûlure causée par l'ypérite lors de la Première Guerre mondiale.
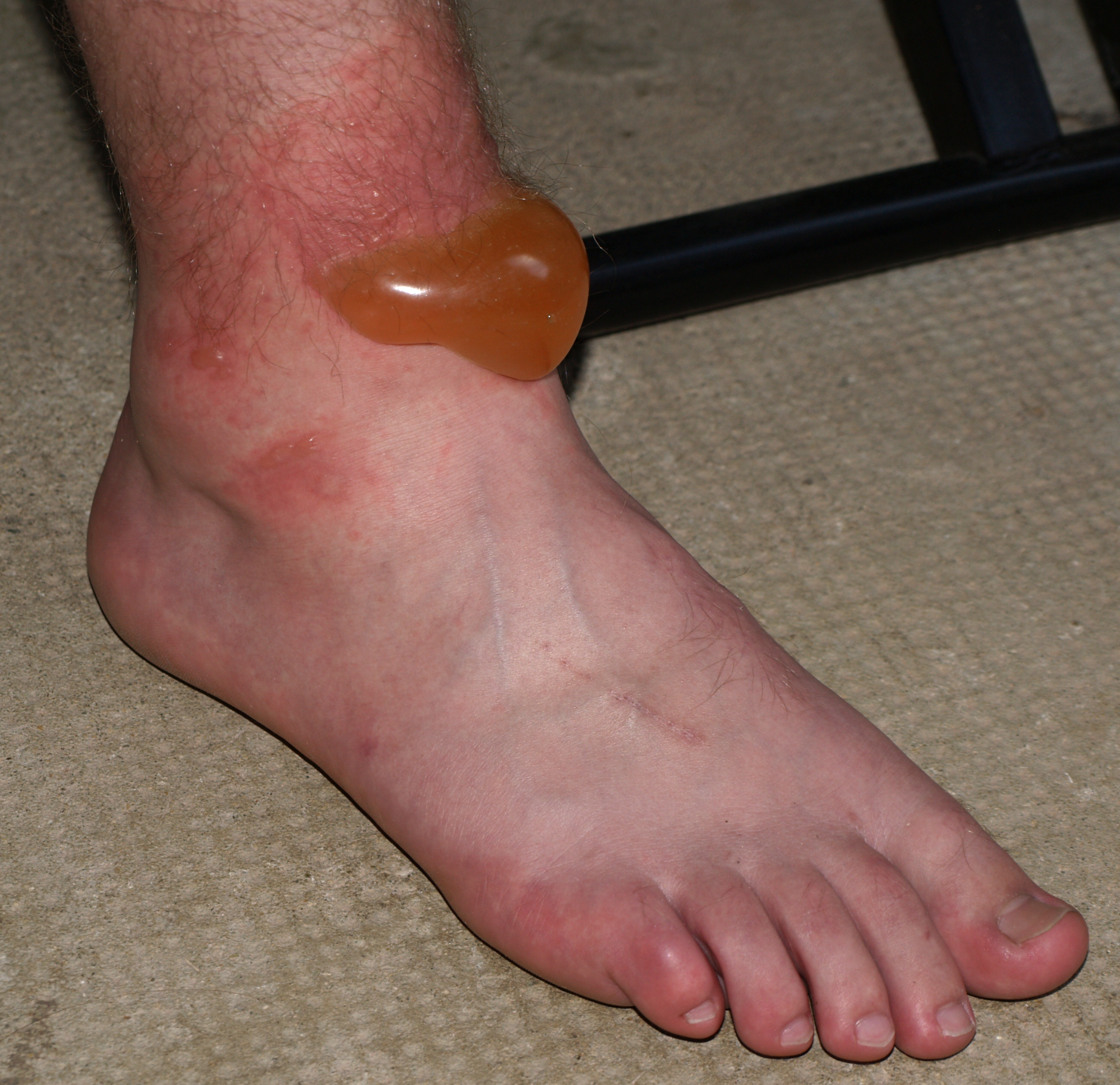
Brûlure sévère avec phlyctènes, par du Roundup, très rare, mais possible.
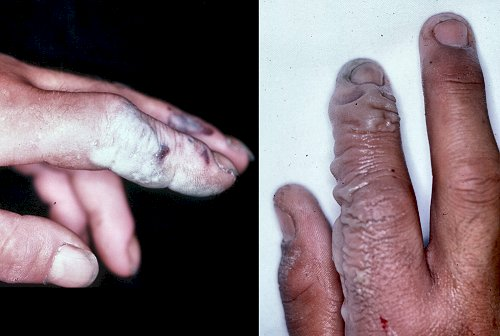
Brûlures par l'acide fluorhydrique sur deux index, un jour après.

## Régulation et prévention des brûlures chimiques pour les consommateurs
En Belgique, le Conseil Supérieur de la Santé émet un avis scientifique en matière de politiques concernant les produits contenant des substances caustiques autorisés pour un usage par le grand public, ainsi que sur les risques liés à l’exposition à ces produits pour les consommateurs. Le rapport a pour objectif de proposer des mesures de protection aux consommateurs et émet des recommandations pour les différentes étapes de la chaine dont la formulation du produit constitue le premier maillon et sa surveillance le dernier, en passant par la réglementation / commercialisation / application et post-application.